# Сеа (река)
Сеа (исп. Río Cea) — крупная река Пиренейского полуострова, приток реки Эсла. Берёт начало в муниципалитете Приоро.

## Общая информация
Протяжённость реки составляет около 157 км. Площадь водосборного бассейна насчитывает 2019 км². Наиболее полноводна с ноября по май. Создано водохранилище, воды которого используются для выработки электроэнергии и орошения.

### Интересно
На берегу реки, там, где в наше время располагается город Саагун, 27 ноября 304 года были обезглавлены Святые Единой Христианской Церкви, мученики Факундо и Примитиво.